# ميزان صرفي
الميزان الصرفي: هو أساس من أساسات علم الصرف. وهو طريقة لوزن الكلمات في اللغة العربية، والتأكد من أنها تقع ضمن وزن معين. لاحظ علماء الصرف أن معظم أصول كلمات اللغة العربية تتكون من ثلاثة أحرف؛ لذا فقد اختيرت مادة فعل الثلاثية لتكون وزنًا لهذه الأصول. حيث أن الفاء تقابل الحرف الأول، والعين تقابل الحرف الثاني، واللام تقابل الحرف الثالث، مع مراعاة موافقة الكلمة الموزونة في التشكيل.

## أوزان الكلمات

### أوزان الكلمات ثلاثية الأصل

#### الكلمات المجردة
إذا كانت الكلمة مجردة، وليس فيها تقديم أو تأخير أو حذف؛ فيكون وزنها عن طريق مقابلة حروف الكلمة المجردة، بأحرف المادة فعل؛ فمثلًا:
- شَرِبَ وزنها يكون فَعِلَ.
- قِفْل وزنها يكون فِعْل.
- دَرَسَ وزنها يكون فَعَلَ.

وهكذا بالنسبة لباقي الكلمات المجردة. إذا كان على الحرف الأول أحد علامات التشكيل؛ فإنها تُضاف على الوزن (مادة فعل).

#### الكلمات المزيدة
إذا كانت الزياد في الكلمة ناشئة من تكرار حرف في أصول الكلمة؛ فنقوم بتكرار الحرف الذي يقابله من أحرف مادة فعل. مثلًا:
- قَدَّمَ وزنها يكون فَعَّلَ.

وإذا كانت الزيادة في الكلمة نتيجة زيادة حرف من أحرف الزيادة وهي (س،أ،ل،ت،م،و،ن،ي،هـ،ا) والتي عادة تجمعها كلمة (سألتمونيها) أو (اليوم تنساه) لغرض تسهيل حفظها؛ فنقوم بوزن أصل الكلمة بأحرف الميزان (فعل)، ثم نضيف أحرف الزيادة كما هي إلى الميزان حسب موقعها من الكلمة. مثلًا:
- استخرج وزنها يكون استفعل.
- اضطرب وزنها يكون افتعل.
- انبجست وزنها يكون انفعلت.

### أوزان الكلمات رباعية الأصل
إذا كان أصل الكلمة رباعيًا، نضيف إلى الوزن لامًا في آخر الوزن (فعل)، وإذا كان أصل الكلمة خماسيًا، نضيف لامين في آخر الوزن، مثلًا:
- دحرج وزنها يكون فعلل.
- سفرجل وزنها يكون فعلَّل.
- بندق وزنها يكون فُعْلُلْ.

## الحذف في الكلمة
إذا حدث حذف في الكلمة المراد وزنها، نقوم بحذف الحرف من الوزن (فعل)، مثلًا:
- صِلَة وزنها يكون عِلَة.
- ادعُ وزنها يكون افعُ.

## القلب في الكلمة
إذا حدث قلبٌ في مكاني ترتيب أحرف الكلمة، نقوم بتقديم بعض حروف الكلمة على بعض، مثلًا:
- أَيِسَ فعل ماض من الفعل يَئِسَ؛ وحيث أن وزن الفعل الثاني هو فَعِلَ، فإن وزن الفعل الأول يكون عَفِلَ.
- عنجة، مقلوبة من الكلمة نعجة ووزنها يكون عفلة.